# Шимчук Микола Максимович
Микола Максимович Шимчук (26 червня 1932, село Лисняки, тепер Любомльського району Волинської області — ?) — український радянський діяч, шахтар, бригадир робітників очисного вибою шахти «Нововолинська» комбінату «Укрзахідвугілля» Волинської області. Депутат Верховної Ради УРСР 6—8-го скликань.

## Біографія
Народився в селянській родині. Батько працював головою сільської ради села Лисняки Любомльського району. У одинадцятирічному віці залишився без батька та матері, яких ліквідували боївки УПА.
Виховувався у дитячому будинку. Закінчив фабрично-заводську школу в місті Дніпропетровську.
До 1959 року працював арматурником на будівництвах Дніпропетровська; служив у Радянській армії; працював електрозварником у місті Таллінні Естонської РСР.
З 1959 року — шахтар, з 1961 року — бригадир комплексної наскрізної вугледобувної комбайнової бригади, бригадир бригади робітників очисного вибою шахти № 5 «Нововолинська» тресту «Нововолинськвугілля» комбінату «Укрзахідвугілля» міста Нововолинська Волинської області.
Член КПРС.
Потім — на пенсії у місті Нововолинську Волинської області.

## Нагороди
- орден Трудового Червоного Прапора
- медаль «За доблесну працю. На ознаменування 100-річчя з дня народження Володимира Ілліча Леніна» (1970)
- медалі
- знак «Шахтарська слава» ІІ ст.
- знак «Шахтарська слава» ІІІ ст.